# Tiro ai XX Giochi del Commonwealth
Le competizioni di tiro ai XX Giochi del Commonwealth si sono svolte dal 25 al 29 luglio 2014.

## Medagliere
| Posiz. | Nazione       | Oro | Argento | Bronzo | Totale |
| ------ | ------------- | --- | ------- | ------ | ------ |
| 1      | Australia     | 6   | 0       | 2      | 8      |
| 2      | Inghilterra   | 5   | 2       | 8      | 15     |
| 3      | India         | 4   | 9       | 4      | 17     |
| 4      | Singapore     | 2   | 0       | 0      | 2      |
| 5      | Cipro         | 1   | 1       | 1      | 3      |
| 6      | Nuova Zelanda | 1   | 0       | 0      | 1      |
| 7      | Scozia        | 0   | 2       | 2      | 4      |
| 8      | Canada        | 0   | 2       | 1      | 3      |
| 9      | Bangladesh    | 0   | 1       | 0      | 1      |
| 9      | Sudafrica     | 0   | 1       | 0      | 1      |
| 9      | Galles        | 0   | 1       | 0      | 1      |
| 12     | Malaysia      | 0   | 0       | 1      | 1      |
| Totale | Totale        | 19  | 19      | 19     | 57     |

## Podi

### Maschile
| Evento                   | Oro                | Argento          | Bronzo                |
| 10m aria compressa       | Daniel Repacholi   | Prakash Nanjappa | Mick Gault            |
| 10m carabina             | Abhinav Bindra     | Abdullah Baki    | Daniel Rivers         |
| 25m pistola fuoco rapido | David Chapman      | Harpreet Singh   | Kristian Callaghan    |
| 50m pistola              | Jitu Rai           | Gurpal Singh     | Daniel Repacholi      |
| 50m carabina 3 posizioni | Daniel Rivers      | Sanjeev Rajput   | Gagan Narang          |
| 50m carabina a terra     | Warren Potent      | Gagan Narang     | Kenneth Parr          |
| Trap                     | Adam Vella         | Aaron Heading    | Manavjit Singh Sandhu |
| Double trap              | Steven Scott       | Matthew French   | Mohammed Asab         |
| Skeet                    | Georgios Achilleos | Drew Christie    | Rory Warlow           |

### Femminile
| Evento                   | Oro               | Argento                | Bronzo              |
| 10m aria compressa       | Teo Shun Xie      | Malaika Goel           | Dorothy Ludwig      |
| 10m carabina             | Apurvi Chandela   | Ayonika Paul           | Nur Suryani Taibi   |
| 25m pistola              | Rahi Sarnobat     | Anisa Sayyed           | Lalita Yauhleuskaya |
| 50m carabina 3 posizioni | Jasmine Ser       | Seonaid McIntosh       | Lajja Gauswami      |
| 50m carabina a terra     | Sally Johnston    | Esmari van Reenen      | Seonaid McIntosh    |
| Trap                     | Laetisha Scanlan  | Georgia Konstantinidou | Caroline Povey      |
| Double trap              | Charlotte Kerwood | Shreyashi Singh        | Rachel Parish       |
| Skeet                    | Laura Coles       | Elena Allen            | Andri Eleftheriou   |

### Queen's Prize
| Evento      | Oro                       | Argento                     | Bronzo                |
| Individuale | David Luckman             | James Paton                 | Parag Patel           |
| Doppio      | David Luckman Parag Patel | James Paton Desmond Vamplew | Angus McLeod Ian shaw |